# Bodianus bennetti
Bodianus bennetti Gomon & Walsh, 2016 è un pesce di acqua salata appartenente alla famiglia Labridae.

## Etimologia
Questa specie prende il nome da Timothy Bennett, che ne trovò l'olotipo.

## Distribuzione e habitat
È diffuso dalla Polinesia Francese al mar dei Coralli, nell'ovest dell'oceano Pacifico. È stato osservato fino a 130 m di profondità.

## Descrizione
Presenta un corpo affusolato e lievemente compresso lateralmente, con la testa dal profilo appuntito; raggiunge i 10,9 cm.
La colorazione è quella tipica di altri Bodianus classificati nel sottogenere Trochocopus come Bodianus sepiacaudus e Bodianus neopercularis, per i quali è stato confuso in precedenza: fasce orizzontali rosse inframezzate da fasce più chiare, che in questa specie possono variare dal bianco al giallo acceso. Si distingue dalle altre specie del sottogenere grazie alla fascia rossa sul ventre, che si interrompe prima di raggiungere la testa. Non è ancora del tutto noto cosa determini i cambiamenti di colore delle fasce chiare, ma si ipotizza che siano dovuti all'influenza dello stress.
I maschi adulti hanno una macchia rossa alla base della pinna caudale; negli esemplari non ancora maturi è nera.

## Conservazione
Questa specie non è ancora valutata dalla lista rossa IUCN.